# Sawari Jawharnagar
Sawari Jawharnagar is een census town in het district Bhandara van de Indiase staat Maharashtra. 

## Demografie
Volgens de Indiase volkstelling van 2001 wonen er 11775 mensen in Sawari Jawharnagar, waarvan 52% mannelijk en 48% vrouwelijk is. De plaats heeft een alfabetiseringsgraad van 84%. 